# روبرت بوش (لاعب كريكت)
روبرت بوش (14 يناير 1839 - 24 ديسمبر 1874) (بالإنجليزية: Robert Bush)‏ هو لاعب كريكت بريطاني.